# CSM Lugoj
CSM Lugoj este un club de fotbal din Lugoj, România, care evoluează în Liga a IV-a. Clubul a fost înființat în anul 1920 sub numele de Vulturii Lugoj, ulterior transformat în Vulturii Textila Lugoj după fabrica din oraș.

## Istorie
Clubul a jucat în campionatul regional din Banat până în 1934 când a fost fondată Divizia B. Sezonul 1936-1937 a fost unul foarte bun pentru Vulturii Lugoj, aceștia reușind să învingă în sferturile de finală ale Cupei României pe Sportul Studențesc București. Totuși, echipa fost eliminată în faza următoare de către prim-divizionara Juventus București. În vara anului 1937, lugojenii au promovat în Divizia A, dată fiind creșterea numărului de echipe de la 12 la 20. Cu toate acestea, echipa nu a rezistat decât un singur sezon, deoarece Federația Română de Fotbal a decis revenirea la o serie unică cu 12 cluburi.
În următorii ani, Vulturii Lugoj nu au mai fost capabili să progreseze și au rămas o formație poziționată mereu la mijlocul clasamentului. Al Doilea Război Mondial a dus la întreruperea competiților sportive din România. După încetarea războiului, clubul a jucat tot mai slab și a retrogradat în Divizia C, iar ulterior înapoi în ligiile regionale. 
Vulturii Textila Lugoj au jucat ani la rând în campionatul regional din județul Timiș până în 1968 când au promovat în Divizia C. Din acel moment au oscilat timp de 30 de ani între Divizia B și Divizia C.
Clubul s-a desfiinșat în anul 2002 și o nouă echipă, Auxerre Lugoj, a luat ființă. Și aceasta și-a găsit sfârșitul în vara anului 2009, iar Vulturii Lugoj a fost reînființată sub numele CSM Lugoj.

## Cronologia denumirilor
| Nume                   | Perioadă     |
| ---------------------- | ------------ |
| Vulturii Lugoj         | 1920–1934    |
| Vulturii Textila Lugoj | 1934–1984    |
| CSM Lugoj              | 1984–1989    |
| Vulturii Lugoj         | 1989–2002    |
| CSM Lugoj              | 2009–2012    |
| Vulturii Lugoj         | 2012–2015    |
| CSM Lugoj              | 2015–prezent |

## Palmares
- Liga a III-a
  - Câștigătoare (2): 1970-1971, 1989-1990
  - Locul 2 (4): 1969-1970, 1972-1973, 1985-1986, 1988-1989

## Lotul actual
La 20 august 2017.
| Nr. |              | Poziție | Jucător            |
| --- | ------------ | ------- | ------------------ |
| 1   | România      | P       | Victor Garlea      |
| 2   | România      | F       | Mihoc Gianj        |
| 4   | România      | F       | Marcus Anisoreac   |
| 5   | România      | F       | Claudiu Roșie      |
| 6   | România      | M       | Predescu Dorian    |
| 10  | România      | A       | Bogdan Bozian      |
| 12  | România      | P       | Paul Iordache      |
| 14  | România      | M       | Sergiu Precupanu   |
| 17  | România      | A       | Eduard Olariu      |
| —   | România      | P       | David Filip        |
| —   | Serbia       | F       | Miroslav Radak     |
| 11  | România      | F       | Semeniuc Marius    |
| —   | România      | F       | Ardelea Claudiu    |
| —   | România      | M       | Andrei Cărăbaș     |
| —   | România      | M       | Pop Mihai          |
| —   | România      | M       | Talpa Marian       |
| —   | România      | M       | Marc Fofe          |
| —   | România      | M       | Secosan Denis      |
| —   | România      | A       | Benzar Ilie        |
| —   | România      | A       | Alexandru Maier    |
| —   | Burkina Faso | A       | Ilyassou Kouaragou |
| —   | România      | A       | Viorel Socaci      |